# Verborgene Welten – Das geheime Leben der Insekten
Verborgene Welten – Das geheime Leben der Insekten (Originaltitel: Life In The Undergrowth) ist eine fünfteilige  Naturdokumentationsserie von David Attenborough über das vielfältige Leben von Insekten und anderen Gliederfüßern.

## Produktion und weitere Veröffentlichungen
Die Serie wurde von der BBC und Mike Salisbury 2005 produziert und erschien im August 2006 auf DVD. Die Erstausstrahlung im Fernsehen lief bei der BBC am 23. November 2005. Die deutsche Erstausstrahlung im Free-TV erfolgte am 9. März 2006 bei VOX. Weitere Ausstrahlungen waren in den Jahren 2006 bis 2011 bei VOX zu sehen.

## Folgen der Serie
- Invasion an Land (Invasion of the Land)
- Die Eroberung der Lüfte (Taking to the Air)
- Am seidenen Faden (The Silk Spinners)
- Schmarotzer und Parasiten (Intimate Relations)
- Der Insektenstaat (Supersocieties)